# Janiszew (województwo mazowieckie)
Janiszew (dawniej też Janiszów)  – wieś w Polsce położona w województwie mazowieckim, w powiecie radomskim, w gminie Zakrzew. Ma status sołectwa.
| SIMC    | Nazwa             | Rodzaj    |
| ------- | ----------------- | --------- |
| 0642448 | Pieńki Kapturskie | część wsi |

W latach 1975–1998 miejscowość administracyjnie należała do województwa radomskiego.
Wieś jest siedzibą rzymskokatolickiej parafii bł. Honorata Koźmińskiego. Część wiernych Kościoła rzymskokatolickiego należy do parafii Zesłania Ducha Świętego w Radomiu.